# 拉卢维耶尔区
拉卢维耶尔区（法語：Arrondissement de La Louvière）是比利时瓦隆大区埃諾省的一个区。该区于2019年由原蘇瓦尼區市镇拉卢维耶尔和原蒂安區市镇班什、埃斯蒂讷、莫尔朗韦组成。